# Friday Elahor
Friday Elahor (né le 14 novembre 1967 au Nigeria) est un joueur de football international nigérian, qui évoluait au poste de milieu de terrain.

## Biographie

### Carrière en sélection
Avec l'équipe du Nigeria, il joue 19 matchs (pour un but inscrit) entre 1989 et 1993. 
Il figure dans le groupe des sélectionnés lors des Coupes d'Afrique des nations de 1990 et de 1992. Il atteint la finale de cette compétition en 1990, en étant battu par l'Algérie.

## Palmarès
| \| Brøndby IF - Championnat du Danemark (1) : - Champion : 1990. \| \| Africa Sports - Coupe de Côte d'Ivoire (1) : - Vainqueur : 1993. \| \| Mohun Bagan - Coupe d'Inde (1) : - Vainqueur : 1999. \| |  | Nigeria - Coupe d'Afrique des nations : - Finaliste : 1990. - Troisième : 1992. |  |                                                      |
| Brøndby IF - Championnat du Danemark (1) : - Champion : 1990. |  | Africa Sports - Coupe de Côte d'Ivoire (1) : - Vainqueur : 1993.                |  | Mohun Bagan - Coupe d'Inde (1) : - Vainqueur : 1999. |